# Estadio Pedro Marrero
Estadio Pedro Marrero – domowa arena CF Ciudad de La Habana, to wielofunkcyjny stadion w Hawanie na Kubie. Obecnie jest używany głównie do meczów piłki nożnej. Stadion mieści 28 000 osób i został zbudowany w 1929 roku. Pierwotnie nazwany Gran Stadium Cervecería Tropical (lub potocznie, La Tropical), był gospodarzem Bacardi Bowl w 1937 i wielu meczów kubańskiej ligi baseballowej. Po rewolucji, został przemianowany na cześć Pedro Marrero, młodego mężczyzny, który zginął w ataku na koszary Moncada.